# Кубок КЕМАК
Кубок КЕМАК - некоммерческий футбольный турнир, в котором участвуют только игроки, играющие в родных лигах центральноафриканских стран (Республика Конго, Чад, Экваториальная Гвинея, Камерун, Габон и ЦАР). Поскольку лиги этих стран любительские, то это непрофессиональный турнир, который, однако, крайне важен для рекрутёров, ищущих новые таланты в европейские клубы.
Эти страны ранее сыграли 7 сезонов Кубка УДЕАК (с 1984 года по 1990 год).
Турнир разыгрывается под эгидой УНИФФАК.

## Результаты
| 2003 Обзор | Республика Конго      | Камерун                 | 3 - 2                   | ЦАР                     | Республика Конго | 1 - 0              | Габон                 |
| 2005 Обзор | Габон                 | Камерун                 | 1 - 0                   | Чад                     | Габон            | 2 - 1              | Республика Конго      |
| 2006 Обзор | Экваториальная Гвинея | Экваториальная Гвинея   | 1 - 1 (4 - 2 пен.)      | Камерун                 | Габон            | 2 - 2 (7 - 6 пен.) | Чад                   |
| 2007 Обзор | Чад                   | Республика Конго        | 1 - 0                   | Габон                   | Чад              | 1 - 0              | ЦАР                   |
| 2008 Обзор | Камерун               | Камерун                 | 3 - 0                   | Республика Конго        | ЦАР              | 2 - 0              | Чад                   |
| 2009 Обзор | ЦАР                   | ЦАР                     | 3 – 0                   | Экваториальная Гвинея   | Чад              | 2 – 1              | Габон                 |
| 2010 Обзор | Республика Конго      | Республика Конго        | 1 - 1 (9 - 8 пен.)      | Камерун                 | ЦАР              | 3 – 2              | Чад                   |
| 2011       | Габон                 | Отложен , затем отменён | Отложен , затем отменён | Отложен , затем отменён |                  |                    |                       |
| 2013 Обзор | Габон                 | Габон                   | 2 - 0                   | ЦАР                     | Республика Конго | 3 – 2              | Камерун               |
| 2014 Обзор | Экваториальная Гвинея | Чад                     | 3 – 2                   | Республика Конго        | Камерун          | 0 - 0 (7 - 6 пен.) | Экваториальная Гвинея |
| 2015 Обзор | Чад                   |                         |                         |                         |                  |                    |                       |

## Победители
| Побед  | Страна                | Год(ы)           |
| ------ | --------------------- | ---------------- |
| 3 раза | Камерун               | 2003, 2005, 2008 |
| 2 раза | Республика Конго      | 2007, 2010       |
| 1 раз  | Экваториальная Гвинея | 2006             |
| 1 раз  | ЦАР                   | 2009             |
| 1 раз  | Чад                   | 2014             |
| 1 раз  | Габон                 | 2013             |